# Štefan Tóth
Štefan Tóth (* 16. srpna 1964) v Sečovcích je bývalý slovenský fotbalista, záložník.

## Fotbalová kariéra
Hrál za Lokomotivu Košice, Tatran Prešov a islandský FH Hafnarfjördur. V československé lize nastoupil v 97 utkáních, odehrál 7 229 minut a dal 7 gólů, ve slovenské lize nastoupil ve 44 utkáních a dal 5 gólů a v islandské lize nastoupil v 11 utkáních a dal 2 góly.

## Ligová bilance
| Ročník                                   | Zápasy | Góly | Minuty | Klub                 |
| ---------------------------------------- | ------ | ---- | ------ | -------------------- |
| 1. československá fotbalová liga 1982/83 | 9      | 0    | 691    | Lokomotiva Košice    |
| 1. československá fotbalová liga 1983/84 | 27     | 3    | 2.136  | Lokomotiva Košice    |
| 1. československá fotbalová liga 1984/85 | 4      | 0    | 312    | Lokomotiva Košice    |
| 1. československá fotbalová liga 1987/88 | 8      | 1    | 548    | Tatran Prešov        |
| 1. československá fotbalová liga 1990/91 | 25     | 3    | 1.974  | Tatran Prešov        |
| 1. československá fotbalová liga 1991/92 | 18     | 0    | 1.369  | Tatran Prešov        |
| 1. československá fotbalová liga 1992/93 | 6      | 0    | 199    | Tatran Prešov        |
| Corgoň liga 1993/94                      | 27     | 4    | -      | FC Lokomotíva Košice |
| Corgoň liga 1993/94                      | 17     | 1    | -      | FC Lokomotíva Košice |
| CELKEM                                   | 141    | 12   | 7.229  |                      |